# أرماندس شتيله
أرماندس شتيله (باللاتفية: Armands Šķēle)‏ مواليد 4 سبتمبر 1983 في ريغا، هو لاعب كرة سلة لاتفي. بدأ مسيرته الاحترافية في سنة 1999. يحمل الرقم 22. يبلغ طوله 6 قدم 3 1⁄2 بوصة (1.9 م).

## المسيرة الاحترافية
لعب مع نادي فوتسوافك لكرة السلة من سنة 2001 إلى 2004، ثم لعب مع سبيرو شارلوروا في موسم 2005–2006، ثم لعب مع باسكت نابولي في سنة 2009، ثم لعب مع نادي فينتسبيلس لكرة السلة في سنة 2010.

## روابط خارجية
- أرماندس شتيله على موقع الاتحاد الدولي لكرة السلة (الإنجليزية)
- أرماندس شتيله على موقع الدوري الأوروبي لكرة السلة (الإنجليزية)
- أرماندس شتيله على موقع كرة السلة الأوروبية.كوم (الإنجليزية)
- أرماندس شتيله على موقع ريلجم (الإنجليزية)
- أرماندس شتيله على موقع بروبوليرز (الإنجليزية)
- أرماندس شتيله على موقع سبورتس رفرنس (الإنجليزية)